# Skøll Bokaal der Clubquadruples
De Skøll Bokaal der Clubquadruples is een roeicompetitie voor gestuurde Club dubbel vieren (Cl4x+). De bokaal werd oorspronkelijk aangeboden door Skøll voor de beste mannelijke en vrouwelijke ploeg. op elke wedstrijd zijn punten te verdienen voor de positie in de eindklassering van de wedstrijd.
Sinds 2019 valt de bokaal onder de NSRF/KNRB Competitie Commissie Senioren. Hier zijn ook de actuele deelnemende wedstrijden, bepalingen en standen te vinden.

## Wedstrijden die oorspronkelijk meetelden voor de bokaal
| Wedstrijd                       | Waar                                           | Afstand                                                 | Type                                                      |
| ------------------------------- | ---------------------------------------------- | ------------------------------------------------------- | --------------------------------------------------------- |
| Head of the River Amstel        | Amstel, Ouderkerk aan de Amstel naar Amsterdam | 8000 m                                                  | Head-wedstrijd                                            |
| Skøll Cup                       | Bosbaan, Amsterdam                             | 2000 m                                                  | Baanwedstrijd                                             |
| Nereus Carpit Noctem            | Amstel, Amsterdam                              | voorwedstrijden over 2,5 km + 250 m, finales over 250 m | voorwedstrijden: head-wedstrijd, finales: boord aan boord |
| Proteus-Eretes in 't Lang       | Delftse Schie, Delft                           | 4,5 km                                                  | Head-wedstrijd                                            |
| Euros Drienerlo Regatta         | Twentekanaal, Drienerlo                        | 1500 m en 450 m                                         | Head-wedstrijd                                            |
| Orca Competitie Slotwedstrijden | Bosbaan, Amsterdam                             | 2000 m                                                  | Baanwedstrijd                                             |

## Wedstrijden die vroeger mee hebben geteld voor de bokaal
| Wedstrijd              | Waar                                           | Afstand                      | Type           |
| ---------------------- | ---------------------------------------------- | ---------------------------- | -------------- |
| Akersloot-Alkmaar Race | Noordhollandsch Kanaal, Akersloot naar Alkmaar | 6,5 km (H4x+) of 5 km (D4x+) | Head-wedstrijd |